# 小坂善太郎
小坂 善太郎（こさか ぜんたろう、1912年〈明治45年〉1月23日 - 2000年〈平成12年〉11月26日）は、日本の政治家。位階は正三位。自由民主党の衆議院議員（16期）。外務大臣（第83・84・99代）、経済企画庁長官（第23代）、国家公安委員会委員長（初代）、労働大臣（第8代）を歴任した。

## 来歴・人物

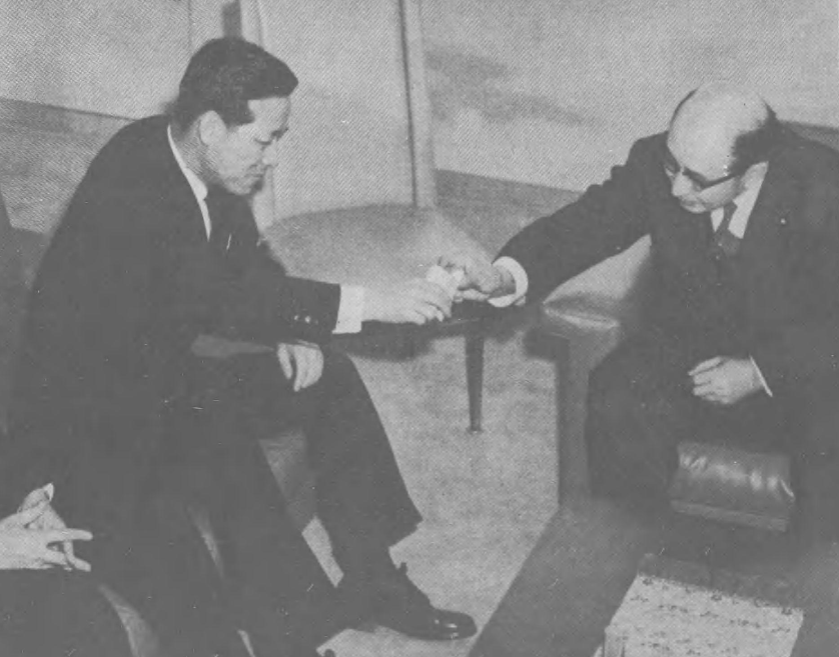
大韓民国中央情報部（KCIA）の金鍾泌長官と小坂（1962年2月）

長野県長野市出身。学習院を経て、1935年（昭和10年）に東京商科大学（現在の一橋大学）を卒業する（上田貞次郎ゼミナール）。三菱銀行勤務や信越化学工業直江津工場長、同社取締役を経て、1946年（昭和21年）の第22回衆議院議員総選挙に長野1区（当時）から立候補し、初当選する。以後、当選16回（当選同期に二階堂進・江﨑真澄・小沢佐重喜・石井光次郎・坂田道太・水田三喜男・村上勇・川崎秀二・井出一太郎・早川崇・中野四郎など）。片山内閣で9か月間大蔵政務次官を務める。1948年（昭和23年）、梅林組及び竹中工務店に対する融資問題で衆議院不当財産取引調査特別委員会に証人喚問された。
吉田茂に目をかけられ、衆議院予算委員長や第5次吉田内閣で労働大臣を務めた。
1960年（昭和35年）、第1次池田勇人内閣で外務大臣に就任する。アメリカと協調しながら、高度経済成長による経済大国の建設を目指す池田外交を大平正芳と共に推進した。その後、経済企画庁長官や自民党政務調査会長、外交調査会長を歴任する。小坂の外交路線はいわゆる「ハト派」で、1972年（昭和47年）の日中国交正常化では、議員外交を展開、日中国交正常化協議会会長として、田中角栄首相の訪中の地ならし役を務めた。
三木改造内閣では三木武夫に求められる形で外相に就任するが、直後に大平派から離脱する。1980年（昭和55年）に大平内閣不信任案が可決された時には、風邪を理由に本会議を欠席した。1983年（昭和58年）12月の第37回衆議院議員総選挙では田中秀征の台頭により初めて落選を喫すが、1986年（昭和61年）の第38回衆議院議員総選挙（衆参同時選挙）で国政に復帰し、以後は中曽根派に所属する。1990年（平成2年）の第39回衆議院議員総選挙には不出馬を宣言、次男の憲次に地盤を譲り、政界から引退した。引退後も国際親善などの分野で活動し、1995年（平成7年）には国連50周年記念国内委員会委員長を務めた。
1982年（昭和57年）に勲一等旭日大綬章を受章。同年に国連平和賞受賞。
2000年（平成12年）11月26日、腎不全のため東京都大田区の自宅で死去した。88歳没。墓所は多磨霊園(8-1-13)。

## 親族関係
- 小坂善之助（祖父）：信濃毎日新聞の創業者で小坂財閥を作り、衆議院議員も務めた[4][5]。
  - 小坂武雄（叔父）信濃毎日新聞社長で信越放送顧問、長野放送取締役を歴任した[4][6]。
- 小坂順造（父）：信濃毎日新聞社長、同会長、同社主を経て衆議院議員、貴族院議員、電源開発総裁を歴任した[4][7]。
  - 小坂百合子（姉）：東京都知事の美濃部亮吉と結婚した（後に離婚）[8]。
  - 小坂徳三郎（弟）：自由民主党の衆議院議員で、運輸大臣を務めた[4][9]。
- 高木直子（前妻）：医師で東京慈恵会医院医学専門学校教授高木兼二の長女。祖父は海軍軍医総監の男爵高木兼寛。
- 音羽益子（後妻）：伯爵大谷尊由の次女。はじめ朝香宮鳩彦王と允子内親王の第2王子正彦王（音羽正彦侯爵）に嫁ぐも死別[10]。
- 小坂憲次（次男）：自由民主党の衆議院議員で、第3次小泉改造内閣で文部科学大臣を務めた[4][6]。
- 小坂真理子（長女）：同和火災海上保険社長、ニッセイ同和損害保険会長の岡崎真雄（岡崎財閥一族。岡崎真一と大谷尊由長女高子の長男）夫人。
- 深井はる（叔母、順造の妹）は第13代日本銀行総裁の深井英五と結婚した[4][8]。
  - 萩原結子（従姉、深井英五・はる夫妻の長女）：天文学者で文化勲章受章者の萩原雄祐と結婚[4][11]。
    - 萩原敏雄（萩原雄祐・結子夫妻の三男）：日本テレビ放送網副社長[4][6]。
    - 萩原章嘉（雄祐・結子夫妻の孫）：読売テレビ（ytv）アナウンサー。
    - 萩原隆雄（雄祐・結子夫妻の孫）：札幌テレビ放送（STV）アナウンサー。